# Zozo錦標賽
Zozo錦標賽（日语： 英語：）是PGA巡迴賽的賽事之一，在日本千葉縣印西市舉辦。這一賽事是第一個在日本舉辦的PGA巡迴賽，並至少將舉辦至2025年。2020年，該賽事在美國加州舉辦。 

## 外部連結
- 官方网站
- Coverage on the Japan Golf Tour's official site （页面存档备份，存于）
- Coverage on the PGA Tour's official site （页面存档备份，存于）

34°45′22″N 118°31′32″W / 34.756°N 118.5255°W